# Salem (Film)
Salem ist ein französischer Spielfilm von Jean-Bernard Marlin aus dem Jahr 2023. Das Drama handelt von zwei Gangs unterschiedlicher ethnischer Herkunft aus den Problemvierteln Marseilles, deren Bandenkrieg die Liebe eines jungen Paares bedroht. Die Hauptrollen übernahmen die Laiendarsteller Dalil Abdourahim und Maryssa Bakoum. Der Film wurde im Mai 2023 beim Filmfestival von Cannes uraufgeführt.

## Handlung
Der junge Djibril ist komorischer Abstammung und lebt im Marseiller Problemviertel Les Sauterelles. Er ist in Camilla verliebt, ein Roma-Mädchen aus dem rivalisierenden Viertel Les Grillons. Als Djibril erfährt, dass seine Freundin schwanger ist, bittet er sie um eine Abtreibung. Er ist der Meinung, dass nur auf diese Weise ein möglicher Bandenkrieg vermeidbar sei. Als Djibril Zeuge des Mordes an einem seiner Freunde wird, eskaliert die Situation. Er beginnt langsam dem Wahnsinn zu verfallen. Schon bald ist er überzeugt davon, dass ein Fluch für das Unglück in seiner Nachbarschaft verantwortlich ist. Djibril beschließt daraufhin, sein Kind um jeden Preis zu behalten, denn nur seine Tochter könne das Chaos aufhalten.

## Hintergrund
Salem ist der zweite Spielfilm des französischen Filmregisseurs und Drehbuchautors Jean-Bernard Marlin, nach seinem preisgekrönten Werk Sheherazade – Eine Liebe in Marseille (2018). Wie bei seinem vorangegangenen Projekt besetzte er das Schauspielensemble mit Laiendarstellern und wählte als Handlungsort erneut die französische Hafenstadt Marseille aus. Ebenso vertraute er bei der Produktion wieder auf Kameramann Jonathan Ricquebourg und Editor Nicolas Desmaison. Als Produzent war Bruno Nahon beteiligt, gemeinsam mit Marlins Gesellschaft Unité unter Mitwirkung von Romain Daubeach und Marine Bergère. Salem befand sich spätestens ab Dezember 2022 in der Postproduktion.

## Veröffentlichung
Die Premiere von Salem war am 25. Mai 2023 bei den Filmfestspielen von Cannes geplant, wo der Film als vorletzter Beitrag der Sektion Un Certain Regard ausgewählt wurde. Der Titel war knapp zwei Wochen vor Beginn des Festivals nachgereicht worden. Der Film kam im Verleih von Ad Vitam am 29. Mai 2024 in die französischen Kinos. Um die internationalen Verwertungsrechte kümmert sich die Firma Goodfellas.

## Auszeichnungen
Mit seiner Aufnahme in die Sektion Un Certain Regard ist Salem automatisch für deren Hauptpreis nominiert.